# Te Urewera National Park
Der Te Urewera National Park wurde 1954 als National Park zum Schutz der größten noch erhaltenen unberührten Wälder auf Neuseelands Nordinsel gegründet.
Mit dem Te Urewera Act 2014 wurde das Gebiet des Te Urewera ab dem Jahr 2014 nicht mehr als National Park definiert. In dem Gesetz wurde dem Te Urewera aber den Status einer juristischen Person zugeordnet und bekam damit alle Rechte, Befugnisse, Pflichten und Verbindlichkeiten einer juristischen Person. Ein Te Urewera Board sollte im Auftrag des Te Urewera dem Gesetz nach die zu zuerkannten Rechte ausüben.

## Geographie
Das Gebiet des ehemaligen Nationalparks befindet sich zwischen den Regionen Bay of Plenty und Hawke’s Bay im Osten der Insel und erstreckt sich über eine Fläche von rund 2127 km². Er war seinerzeit somit der größte Nationalpark im Nordteil Neuseelands und reicht bis in Höhen von 1393 m hinauf.
Der Te Urewera liegt in einer der abgelegensten und am dünnsten besiedelten Regionen Neuseelands, in der sich eine weitgehend unbeeinträchtigte, fast komplett bewaldete Wildnis behaupten konnte. Das Terrain des Te Urewera wird durch die Bergzüge Huiarau Range und Ikawhenua Range geprägt und der höchste Gipfel ist der Manuhoa mit 1393 m. Es finden sich geologische Spuren früherer Vulkanausbrüche. Zahlreiche Seen, z. B. der Lake Waikaremoana, Flüsse und Wasserfälle tragen zu einer großen landschaftlichen Vielfalt bei. Je nach Geländerelief und Höhenlage variiert das Klima im Te Urewera bei generell gemäßigten Temperaturen mit hohen Niederschlagsmengen. Im Südteil fällt in höheren Lagen im Winter Schnee.

## Flora und Fauna
Auch die Vegetation unterscheidet sich je nach Standort, Höhenlage, Bodenverhältnissen usw. stark. Die vorherrschenden Baumarten sind Buchen, Rimu, Rata und Tawa (Beilschmiedia tawa). Die Tierwelt des Te Urewera zeichnet sich besonders dadurch aus, dass hier zahlreiche seltene Vogelarten vorkommen, die in anderen Teilen Neuseelands ausgestorben oder stark gefährdet sind. Zu ihnen zählt beispielsweise die seltene Saumschnabelente, auch Blauente genannt, die nur in schnell fließenden Gewässern lebt.